# Oops!フェアリーペアレンツ
Oops!フェアリー・ペアレンツ（原題:The Fairly OddParents）は、アメリカ合衆国のテレビアニメである。ブッチ・ハートマン原作・監督。1998年9月4日、オーイェイ・カートゥーンズ!の一環として"The Fairly OddParents!"というタイトルで放送がされた。のちにオーイェイ・カートゥーンズ!から独立する形で2001年3月30日から2017年にかけてアメリカ合衆国のニコロデオンで放送された。
2010年、このアニメを基にした実写テレビ映画がA Fairly Odd Movie: Grow Up, Timmy Turner!というタイトルで放送されるということが報じられ、2011年7月9日にアメリカ合衆国でそのテレビ映画が放送された。
日本は2006年7月7日から閉局までニコロデオンで放送され、ニコロデオン閉局から数年後の2014年3月24日から2016年9月2日まで、日本のディズニー・チャンネルで放送された。2015年9月2日にはネットフリックスで配信される。
2022年3月31日にはParamount+にて実写とアニメーションのシットコム『Oops!フェアリーペアレンツ: フェアリーオッド』が公開。
2024年からは『Oops!フェアリーペアレンツ: ピカピカの願い』の展開がニコロデオンとNetflixにて開始された。キャスティングにおいて、メインキャラクターであるコズモとワンダの声優は、原語版・日本語吹き替え版ともにオリジナルシリーズから続役している。

## あらすじ
いじめられっ子でトラブルの絶えない少年ティミー･ターナーの元に、コズモとワンダという妖精の夫婦がやってくる。魔法を使える彼らだが、彼らもまたトラブルを呼び起こしてしまうのであった。

## 登場人物
ティミー・ターナー (Timmy Turner)
声 - 小林希唯 / 英 - タラ・ストロング、メアリー・ケイ・バーグマン（オーイェイ・カートゥーンズ!時代）
この物語の主人公。10歳。典型的ないじめられっ子。また両親から愛されてはいるものの、関心を持ってもらえず、家ではベビーシッターのヴィッキーにいじめられている。日本語吹き替え版での一人称は「ボク」。
コズモ (Cosmo)
声 - 真殿光昭 / 英 - ダラン・ノリス
ターナー家に来た妖精夫婦の夫。頭にティアラがのっている。普段はワンダと共に金魚の姿をして、ティミーの部屋の金魚鉢の中にいる。ティミーの言うことを何でも後先考えず、変な解釈をしてティミーの願いをかなえてしまうため、いつもワンダに迷惑をかけている。ワンダと結婚して9895年経っている。
ワンダ (Wanda)
声 - 夏樹リオ / 英 - スーザン・ブレークスリー
ターナー家に来た妖精夫婦の妻。普段はコズモと共に金魚の姿をして、ティミーの部屋の金魚鉢の中にいる。夫のコズモと違いしっかり者であるが故に、いつもティミーとコズモのしでかした失敗の尻拭いをさせられている。コズモの母親ママコズモに嫌われ結婚を反対されており、登場の際はママコズモに嫌がらせをされる。
ターナー夫妻 (Mom & Dad)
声 - 滝知史、加藤優子 / 英 - ダラン・ノリス、スーザン・ブレークスリー
ティミーの両親。息子を愛してはいるが、今ひとつ関心を持っていないためか鈍い。父親は鉛筆のセールスマンで、母親は不動産屋。2人の本名は不明で、過去にタイムスリップし二人の幼少時代が登場した際も「パパ」「ママ」と呼ばれていた。第24話Aパート（後述の表参照〈ディズニーチャンネル版では第26話Aパート〉）で、パパの年齢が42歳であることが判明する。
ヴィッキー (Vicky)
声 - 木川絵理子 / 英 - グレイ・デリスル
ターナー家に来ているベビーシッターの少女。周囲には明るくて気が利く風に振舞っているが、本性はかなり腹黒く意地悪で、ティミーとのトラブルが絶えない。おまけにティミーへのいじめの証拠を残さないなど、かなりの知能犯。毎回のOP曲の最後で、一瞬だけだが必ず顔が変形する。
トゥーティー (Tootie)
声 - 根本圭子 / 英 - グレイ・デリスル
ヴィッキーの妹で、歯の矯正器具をつけた眼鏡の女の子。姉とは反対の性格でティミーが大好き。彼にしつこいくらい付きまとっているが、ティミーは相手にするどころかいじめている。また、姉のヴィッキーからもいじめられている。
クロエ・カーマイケル（Chloe Carmichael）
声 - / 英 - カリ・ウォールグレン
ティミーの隣人で、金髪ロングヘアーの女の子。子供が利用できる十分な量の妖精がいないため、圧倒的な需要があり、高級キャンドル業界では妖精がより高給の仕事を引き受けているため、彼女とティミーはコスモとワンダを共有することを余儀なくされている。最初は仲が悪いが、やがて親友になった。

### ティミーの恩師・同級生
クロッカー先生 (Denzel Crocker)
声 - 岩崎ひろし / 英 - カルロス・アラズラキ
ティミーの担任教師。小学校の先生ではあるが、子供嫌いなのか生徒に嫌がらせをしたり、テストなどの採点の際はABC評価の「F」をやたら出す。陰湿な教師の為生徒からも他の先生からも嫌われている。そして異常なまでもフェアリーペアレンツに関心があり、フェアリーペアレンツの存在を証明し功績を得たがっている。学校で起きる不思議な出来事がある度フェアリーペアレンツの仕業だと判断し過剰反応をする。そのため、いつも周囲に不思議な事が起こるティミーに目をつけている。
チェスター・マクバット (Chester Mcbadbat)
声 - / 英 - フランキー・ムニッズ→ジェイソン・マースデン
ティミーの大親友。登場の際はエー・ジェーといつも一緒。歯の矯正器具をつけた金髪白人少年。たまに歯の矯正器具を生かし、困難を乗り切るなど特殊な歯の矯正器具である。父親は史上最悪の野球選手だということを隠すために紙袋をいつもかぶっており、ティミーのパパとママには名前がないのにもかかわらず彼の父親には名前（バッキー・マクバット）がついている。
エー・ジェー (A.J.)
声 - 櫨山めぐみ / 英 - ゲイリー・レロイ・グレイ
ティミーのもう一人の大親友。丸顔で、学校一頭の良い天才黒人少年。彼の部屋は、通常はありふれた少年の部屋だが、彼一人で部屋に居る時は研究所（ラボ）に変形させている。ラボの状態は親に内緒にしている。
サンジェー (Sanjay)
声 - / 英 - ディー・ブラッドリー・ベイカー
たまに出てくるティミーの友達。眼鏡の男の子で、兵士の兄を持つ。
エルマ(Elmer)
声 - / 英　- ディー・ブラッドリー・ベイカー
たまに出てくるティミーの友達。こちらも眼鏡の男の子で、顔のおできが特徴。
自分のオデキに「ボブ」という名前をつけている。
トリクシー・タン (Trixie Tang)
声 - 真木ナオ / 英 - ディアンヌ・クワン
ティミー憧れの女の子。お金持ちで才色兼備な為周りがちやほやする。故にお高くとまっており、ティミーも含め普通の子には全く興味がなく、基本的に普通の子は寄せ付けない。
フランシス (Francis)
声 - / 英 - フェイス・エイブラハムズ
学校のいじめっ子。ティミーだけではなく学校中の男の子をいじめては喜んでいるが、いつも一匹狼のようにひとりで行動する。名前が示す通りフランケンシュタインの怪物をイメージさせる姿で、肌は灰色で、服の上下もモノトーン。
マーク・チェン (Mark Chang)
声 - / 英 - ロブ・ポールセン
8本くらいの触手をもった緑色のタコ型宇宙人（ユーゴポテミア星人）。頭の脳の部分はガラスのようなもので覆われていて、脳が透けて見える。かわいいもの（ぬいぐるみ）や、地球で食べられている食糧などを危険物として認識しており、避けるようにしている。逆に、廃棄物や肥料などは食べたりする。
ティミーの両親やヴィッキーなどにはヨーロッパ人の留学生として紹介されており、宇宙人だということはティミー、コズモ、ワンダしか知らない。
ヴィッキーに恋をしている。

### コズモとワンダの知り合い・親族
ママコズモ
コズモの母。
ジョウゲン (Jorgen Von Strangle)
声 - / 英 - ダラン・ノリス
妖精世界の風紀委員的存在。コズモや、ワンダに無理難題を押し付けることもある。

### その他
Mr. Phifer
声 - / 英 -フィル・ラマール
Wandisimo
ミス・ビッグフット
声 - / 英 - メアリー・ケイ・バーグマン
クリムゾン・アーゴ (Crimson Chin)
声 - 滝知史 / 英 - ジェイ・レノ
ティミーの大好きなアニメの主人公。取材中に放射能に汚染された男性俳優にあごをかまれ、スーパーパワーを手に入れ、世界の平和を守っている。基本的に『スーパーマン』のパロディのような設定となっている。
(Poof)
声 - / 英 - タラ・ストロング
(Anti-Faries)
(Pixies)

## 日本での放送状況
日本では、異なるチャンネルで2度放送されている。
一回目は日本のニコロデオンで、2006年7月7日から閉局まで放送された。
第1シーズン～5シーズンのうちランダムに決まった話（約30話分）だけをほぼ月1回ペースでループ放映しており、この時放送されなかった回も多数あった。
二度目はディズニーチャンネルで、2014年3月24日から放送開始された。
なお、いずれのバージョンも主題歌の吹き替えと吹き替え声優のクレジットの表示はなかったが、ディズニーチャンネル版のみ日本語のサブタイトルが存在している。

## サブタイトル
日本語版の放送順およびサブタイトルはディズニー・チャンネル版を基準とする。
なお、オーイェイ・カートゥーンズ!版はテレビ版の通算話数としてカウントしない。

### オーイェイ・カートゥーンズ!時代（1998年 - 2001年）
| 話数 | サブタイトル | 原題                     | 備考 | 放送日（アメリカ） |
| ---- | ------------ | ------------------------ | ---- | ------------------ |
| 1    |              | "The Fairly OddParents!" |      | 1998年9月4日       |
| 2    |              | "Too Many Timmys!"       |      | 1998年9月25日      |
| 3    |              | "Where's the Wand?"      |      | 1998年10月2日      |
| 4    |              | "Party of Three!"        |      | 1999年1月2日       |
| 5    |              | "The Fairy Flu!"         |      | 1999年5月1日       |
| 6    |              | "The Temp!"              |      | 1999年7月24日      |
| 7    |              | "The Zappys!"            |      | 1999年12月31日     |
| 8    |              | "Scout's Honor"          |      | 2000年1月17日      |
| 9    |              | "The Really Bad Day!"    |      | 2000年12月8日      |
| 10   |              | "Super Humor"            |      | 2001年3月23日      |
| 11   |              | "The Little GodParents"  |      |                    |

### 第1シーズン（2001年）
| 話数 | サブタイトル                   | 原題                  | 備考                   | 放送日（アメリカ） |
| ---- | ------------------------------ | --------------------- | ---------------------- | ------------------ |
| 1    | 大人の問題、大問題             | "The Big Problem!"    |                        | 2001年3月30日      |
| 1    | 負けるな!電気争奪戦            | "Power Mad!"          |                        | 2001年3月30日      |
| 2    | エイリアンはヴィッキーがお好き | "Spaced Out!"         |                        | 2001年4月6日       |
| 2    | Help!フェイク・ペアレンツ      | "Transparents!"       |                        | 2001年4月6日       |
| 3    | ティミー、イメチェンする?!     | "A Wish Too Far!"     |                        | 2001年4月13日      |
| 3    | 体内アドベンチャー             | "Tiny Timmy!"         |                        | 2001年4月13日      |
| 4    | 時をかけるティミー             | "Father Time!"        |                        | 2001年4月20日      |
| 4    | 記念日は愛の試練               | "Apartnership!"       |                        | 2001年4月20日      |
| 5    | 悩むな!戦え!僕のヒーロー       | "Chin Up!"            |                        | 2001年4月27日      |
| 5    | 僕と犬の生きる道               | "Dog's Day Afternoon" |                        | 2001年4月27日      |
| 6    | ヤギが1匹ヤギが2匹…            | "Dream Goat!"         |                        | 2001年5月4日       |
| 6    | 個性ゼロゲーム                 | "The Same Game"       |                        | 2001年5月4日       |
| 7    | 毎日がクリスマス！             | "Christmas Everyday!" | クリスマスエピソード。 | 2001年12月12日     |

### 第2シーズン（2002年）
| 話数 | サブタイトル                       | 原題                         | 備考                   | 放送日（アメリカ） |
| ---- | ---------------------------------- | ---------------------------- | ---------------------- | ------------------ |
| 8    | ヴィッキー・ソング誕生!            | "Boys in the Band!"          |                        | 2002年3月1日       |
| 8    | 呪われたゲーム!?                   | "Hex Games"                  |                        | 2002年3月1日       |
| 9    | アーゴ、アゲイン!                  | "Boy Toy"                    |                        | 2002年3月8日       |
| 9    | コズモとワンダの成績表             | "Inspection Detection"       |                        | 2002年3月8日       |
| 10   | アクションぎっしりワールド         | "Action Packed!"             |                        | 2002年3月22日      |
| 10   | うぬぼれは禁物                     | "Smarty Pants"               |                        | 2002年3月22日      |
| 11   | スーパーすぎるスーパー自転車       | "Super Bike"                 |                        | 2002年4月26日      |
| 11   | 君が僕で、僕が君!                  | "A Mile in My Shoes"         |                        | 2002年4月26日      |
| 12   | いない いない ティミー             | "Timvisible"                 |                        | 2002年5月10日      |
| 12   | グッド・マジックVSバッド・マジック | "That Old Black Magic!"      |                        | 2002年5月10日      |
| 13   | チェスターのパパの秘密             | "Foul Balled!"               |                        | 2002年6月7日       |
| 13   | 女王様になりたい!                  | "The Boy Who Would Be Queen" |                        | 2002年6月7日       |
| 14   | エイリアンはヴィッキーがまだお好き | "Totally Spaced Out!"        |                        | 2002年7月12日      |
| 14   | 立場が逆転、大逆襲!                | "The Switch Glitch"          |                        | 2002年7月12日      |
| 15   | パパとママが世界を救う?            | "Mighty Mom and Dyno Dad"    |                        | 2002年9月6日       |
| 15   | 騎士でないと                       | "Knighty Knight"             |                        | 2002年9月6日       |
| 16   | フェアリー・バトルはフェアに       | "Fairy Fairy Quite Contrary" |                        | 2002年9月13日      |
| 16   | コズモ味の特製レモネード           | "Nectar of The Odds"         |                        | 2002年9月13日      |
| 17   | ティミー会長あらわる               | "Hail to The Chief!"         |                        | 2002年9月27日      |
| 17   | いい国作ろう、ティミーの独立宣言   | "Twistory"                   |                        | 2002年9月27日      |
| 18   | 一日中いたずらな日                 | "Fool's Day Out"             |                        | 2002年10月11日     |
| 18   | やり直しのきく日                   | "Deja Vu"                    |                        | 2002年10月11日     |
| 19   | 史上最恐のハロウィン               | "Scary Godparents"           | ハロウィンエピソード。 | 2002年10月29日     |

### 第3シーズン（2002年 - 2003年）
| 話数    | サブタイトル                           | 原題                                              | 備考                     | 放送日（アメリカ） |
| ------- | -------------------------------------- | ------------------------------------------------- | ------------------------ | ------------------ |
| 20      | 過保護なんてごめん!                    | "Ruled Out!"                                      |                          | 2002年11月8日      |
| 20      | 僕らはみんな生きている                 | "That's Life!"                                    |                          | 2002年11月8日      |
| 21      | 白く輝く歯                             | "Shiny Teeth"                                     |                          | 2002年11月30日     |
| 21      | ディムズデール平原に馳せる熱き思い     | "Odd, Odd West"                                   |                          | 2002年11月30日     |
| 22      | 秘密会議を秘密探査                     | "Cosmo Con"                                       |                          | 2003年1月10日      |
| 22      | ワンダの休日                           | "Wanda's Day Off!"                                |                          | 2003年1月10日      |
| 23      | ネットで奪還大作戦!                    | "Information Stupor Highway"                      |                          | 2003年1月20日      |
| 24      | シゴト・ドット・コムズ                 | "Odd Jobs"                                        |                          | 2003年1月27日      |
| 24      | ムービー・マジック                     | "Movie Magic"                                     |                          | 2003年1月27日      |
| 25      | バレンタインの悲劇                     | "Love Struck!"                                    | バレンタインエピソード。 | 2003年2月14日      |
| 26      |                                        | "Most Wanted Wish!"                               |                          | 2003年5月2日       |
| 26      | "This is Your Wish!"                   |                                                   |                          | 2003年5月2日       |
| 27      |                                        | "The Crimson Chin Meets Mighty Mom and Dyno Dad!" |                          | 2003年5月9日       |
| 27      | "Engine Blocked!"                      |                                                   |                          | 2003年5月9日       |
| 28      |                                        | "Sleepover and Over!"                             |                          | 2003年5月17日      |
| 28      | "Mother Nature"                        |                                                   |                          | 2003年5月17日      |
| 29      |                                        | "Beddy Bye!"                                      |                          | 2003年5月23日      |
| 29      | "The Grass is Greener"                 |                                                   |                          | 2003年5月23日      |
| 30      |                                        | "The Secret Origin of Denzel Crocker!             |                          | 2003年6月27日      |
| 31 - 33 |                                        | "Abra-Catastrophe!"                               | 90分スペシャル           | 2003年7月12日      |
| 34      | 謎のDJ、ダブルT                        | "MicroPhony"                                      |                          | 2003年8月1日       |
| 34      | エイリアンはヴィッキーがまだまだお好き | "So Totally Spaced Out!"                          |                          | 2003年8月1日       |
| 35      |                                        | "Pipe Down!"                                      |                          | 2003年9月26日      |
| 35      | "The Big Scoop!"                       |                                                   |                          | 2003年9月26日      |
| 36      |                                        | "Crime Wave"                                      |                          | 2003年10月10日     |
| 36      | "Odd Ball"                             |                                                   |                          | 2003年10月10日     |
| 37      |                                        | "Where's Wanda?"                                  |                          | 2003年10月17日     |
| 37      | "Imaginary Gary"                       |                                                   |                          | 2003年10月17日     |
| 38      |                                        | "Miss Dimsdale"                                   |                          | 2003年11月7日      |
| 38      | "Mind Over Magic!"                     |                                                   |                          | 2003年11月7日      |
| 39      |                                        | "Kung Timmy"                                      |                          | 2003年11月11日     |
| 39      | "Which Witch is Which?"                |                                                   |                          | 2003年11月11日     |
| 40      |                                        | "Hard Copy"                                       |                          | 2003年11月14日     |
| 40      | "Parent Hoods"                         |                                                   |                          | 2003年11月14日     |
| 41      |                                        | "Chip Off the Old Chip!"                          |                          | 2003年11月21日     |
| 41      | "Snow Bound"                           |                                                   |                          | 2003年11月21日     |

### 第8シーズン（2011年）
| 話数    | サブタイトル | 原題                      | 備考                                                                                            | 放送日（アメリカ） |
| ------- | ------------ | ------------------------- | ----------------------------------------------------------------------------------------------- | ------------------ |
| 121     |              | "Love Triangle"           |                                                                                                 | 2011年2月12日      |
| 122–123 |              | "Timmy's Secret Wish"     | 感謝祭エピソードであり、１時間スペシャルでもある。 なお、アメリカ国外では11月に放送されている。 | 2011年11月23日     |
| 124     |              | "Invasion of the Dads"    |                                                                                                 | 2011年6月18日      |
| 125     |              | "When L.O.S.E.R.S Attack" |                                                                                                 | 2013年10月15日     |
| 126     |              | "Meet the OddParents"     |                                                                                                 | 2011年12月29日     |

### 第9シーズン（2013年 - 2015年）
| 話数 | サブタイトル                   | 原題                       | 備考 | 放送日（アメリカ） |
| ---- | ------------------------------ | -------------------------- | ---- | ------------------ |
| 127  |                                | "Fairly OddPet"            |      | 2013年3月23日      |
| 128  |                                | "Dinklescouts"             |      | 2013年4月14日      |
| 128  | "I Dream of Cosmo"             |                            |      | 2013年4月14日      |
| 129  |                                | "Turner & Pooch"           |      | 2013年5月4日       |
| 129  |                                | "Dumbbell Curve"           |      | 2013年5月11日      |
| 130  |                                | "The Terrible Twosome"     |      | 2013年6月1日       |
| 130  |                                | "App Trap"                 |      | 2013年6月8日       |
| 131  |                                | "Force of Nature"          |      | 2013年6月15日      |
| 131  |                                | "Viral Vidiots"            |      | 2013年6月22日      |
| 132  |                                | "Scary GodCouple"          |      | 2013年10月19日     |
| 133  |                                | "Two and a Half Babies"    |      | 2014年7月25日      |
| 133  | "Anchor's Away"                |                            |      | 2014年7月25日      |
| 134  |                                | "Finding Emo"              |      | 2014年7月9日       |
| 134  | "Dust Busters"                 |                            |      | 2014年7月9日       |
| 135  |                                | "The Bored Identity"       |      | 2014年7月23日      |
| 135  | "Country Clubbed"              |                            |      | 2014年7月23日      |
| 136  |                                | "Dog Gone"                 |      | 2014年7月28日      |
| 136  | "Turner Back Time"             |                            |      | 2014年7月28日      |
| 137  |                                | "Cosmonopoly"              |      | 2014年7月7日       |
| 137  | "Hero Hound"                   |                            |      | 2014年7月7日       |
| 138  |                                | "A Boy and His Dog-Boy"    |      | 2014年7月8日       |
| 138  | "Crock Blocked"                |                            |      | 2014年7月8日       |
| 139  |                                | "Weirdos on a Train"       |      | 2014年7月29日      |
| 139  | "Tons of Timmys"               |                            |      | 2014年7月29日      |
| 140  |                                | "Let Sleeper Dogs Lie"     |      | 2014年7月14日      |
| 140  | "Cat-Astrophe"                 |                            |      | 2014年7月14日      |
| 141  |                                | "Lame Ducks"               |      | 2014年7月30日      |
| 141  | "A Perfect Nightmare"          |                            |      | 2014年7月30日      |
| 142  |                                | "Love at First Bark"       |      | 2014年7月21日      |
| 142  | "Desperate without Housewives" |                            |      | 2014年7月21日      |
| 143  |                                | "Jerk of All Trades"       |      | 2014年7月15日      |
| 143  | "Snack Attack"                 |                            |      | 2014年7月15日      |
| 144  |                                | "Turning into Turner"      |      | 2014年7月16日      |
| 144  | "The Wand That Got Away"       |                            |      | 2014年7月16日      |
| 145  |                                | "Stage Fright"             |      | 2014年7月22日      |
| 145  | "Gone Flushin"                 |                            |      | 2014年7月22日      |
| 146  |                                | "Fairly Old Parent"        |      | 2015年3月28日      |
| 147  |                                | "School of Crock"          |      | 2014年5月26日      |
| 148  |                                | "Dimmsdale Tales"          |      | 2014年7月18日      |
| 149  |                                | "The Past and the Furious" |      | 2014年7月11日      |
| 150  |                                | "The Fairy Beginning"      |      | 2015年3月28日      |
| 151  |                                | "Fairly Odd Fairy Tales"   |      | 2014年8月1日       |
| 152  |                                | "Man's Worst Friend"       |      | 2015年2月8日       |

### 第10シーズン（2016年 - 2017年）
| 話数 | サブタイトル                      | 原題                                             | 備考 | 放送日（アメリカ） |
| ---- | --------------------------------- | ------------------------------------------------ | ---- | ------------------ |
| 153  |                                   | "The Big Fairy Share Scare!"                     |      | 2016年1月15日      |
| 154  |                                   | "Whittle Me This"                                |      | 2016年1月22日      |
| 154  |                                   | "Mayor May Not"                                  |      | 2016年1月29日      |
| 155  |                                   | "Girly Squirrely"                                |      | 2016年2月5日       |
| 155  |                                   | "Birthday Battle: Transmorphers Versus Unicorns" |      | 2016年2月19日      |
| 156  |                                   | "The Fair Bears"                                 |      | 2016年2月26日      |
| 156  |                                   | "Return of the L.O.S.E.R.S."                     |      | 2017年6月14日      |
| 157  |                                   | "A Sash and a Rash"                              |      | 2016年9月12日      |
| 157  | "Fish Out of Water"               |                                                  |      | 2016年9月12日      |
| 158  |                                   | "Animal Crockers"                                |      | 2016年9月14日      |
| 158  | "One Flu Over the Crocker's Nest" |                                                  |      | 2016年9月14日      |
| 159  |                                   | "Booby Trapped"                                  |      | 2016年9月16日      |
| 160  |                                   | "Blue Angel"                                     |      | 2016年9月13日      |
| 160  | "Marked Man"                      |                                                  |      | 2016年9月13日      |
| 161  |                                   | "Clark Laser"                                    |      | 2016年9月15日      |
| 161  | "Married to the Mom"              |                                                  |      | 2016年9月15日      |
| 162  |                                   | "Which is Wish"                                  |      | 2017年6月21日      |
| 162  |                                   | "Nuts & Dangerous"                               |      | 2017年2月22日      |
| 163  |                                   | "Fairy Con"                                      |      | 2017年6月28日      |
| 163  |                                   | "The Hungry Games"                               |      | 2017年7月12日      |
| 164  |                                   | "Spring Break-Up"                                |      | 2017年2月1日       |
| 164  |                                   | "Dimmsdale Daze"                                 |      | 2017年6月21日      |
| 165  |                                   | "Cat 'n Mouse"                                   |      | 2017年2月22日      |
| 165  |                                   | "Chip Off the Old Crock!"                        |      | 2017年6月28日      |
| 166  |                                   | "Space Ca-Dad"                                   |      | 2017年7月19日      |
| 166  |                                   | "Summer Bummer"                                  |      | 2017年7月12日      |
| 167  |                                   | "Hare-Raiser"                                    |      | 2017年7月26日      |
| 167  | "The Kale Patch Caper"            |                                                  |      | 2017年7月26日      |
| 168  |                                   | "Dadlantis"                                      |      | 2017年2月8日       |
| 168  |                                   | "Chloe Rules!"                                   |      | 2017年2月15日      |
| 169  |                                   | "Crockin' The House"                             |      | 2017年1月25日      |
| 169  |                                   | "Tardy Sauce"                                    |      | 2017年2月15日      |
| 170  |                                   | "Knitwits"                                       |      | 2017年2月8日       |
| 170  |                                   | "Dimmsdale's Got Talent?"                        |      | 2017年6月14日      |
| 171  |                                   | "Certifiable Super Sitter"                       |      | 2017年1月18日      |
| 172  |                                   | "Goldi-Crocks and the Three Fair Bears"          |      | 2017年7月19日      |
| 172  |                                   | "Fancy Schmancy"                                 |      | 2017年2月1日       |

## コラボエピソード
Oops!フェアリーペアレンツとジミー・ニュートロン 僕は天才発明家!の両作品が交わるエピソードが『ジミー・ティミー・パワー・アワー（The Jimmy Timmy Power Hour）』と題して制作された。全3話。
フェアリーペアレンツ側の世界を手描きアニメ、ジミー・ニュートロン側の世界を3Dアニメで描いており、ティミーがジミー・ニュートロン側の世界に来ると手描きから3DCGの造形に変わり、ジミーがフェアリーペアレンツ側の世界に来ると逆に3DCGから手描きの姿へと変わるようになっている。
日本では2007年7月26日・8月2日・8月9日にニコロデオンで放送された。

## スタッフ
- 原作・監督：ブッチ・ハートマン
- 音楽：ガイ・ムーン
- 制作：フレドレター・スタジオ、ニコロデオン・アニメーション・スタジオ

## 備考
この作品の主人公であるティミーが、ゲーム『スポンジ・ボブとなかまたち』、『スポンジ・ボブとなかまたち トイボットのこうげき』に、原作者が同じである『ダニー・ファントム』（日本未放映）と共にゲスト出演している。